# Sydney Peterson
Pour les articles homonymes, voir Peterson.
Sydney Peterson, née le 17 février 2002 à Lake Elmo dans le Minnesota, est une fondeuse handisport américaine. Elle est double médaillée (argent et bronze) aux Jeux de 2022.

## Biographie
Elle est diagnostiquée d'une dystonie dans le côté gauche de son corps à l'âge de 13 ans. Elle fait ses études à l'Université de St. Lawrence.
Après trois médailles aux Mondiaux 2022 à Lillehammer, elle reçoit une invitation mi-février du Comité international paralympique pour participer aux Jeux. Pour sa première course aux Jeux de 2022, Sydney Peterson remporte la médaille d'argent de la longue distance derrière Natalie Wilkie. Quelques jours plus tard, elle rafle le bronze sur le sprint derrière la même Wilkie et Vilde Nilsen.

## Palmarès

### Jeux paralympiques
| Épreuve / Édition | 1,5 km Sprint debout | 7,5 km debout | 15 km debout | Relais mixte 4 × 2,5 km |
| ----------------- | -------------------- | ------------- | ------------ | ----------------------- |
| JP 2022 Pékin     | Bronze               |               | Argent       |                         |